# Humberto Maschio
Humberto Dionisio Maschio (* 20. Februar 1933 in Avellaneda; † 20. August 2024) war ein argentinisch-italienischer Fußballspieler. Er spielte sowohl für die argentinische als auch für die italienische Fußballnationalmannschaft und nahm mit letzterer an der Fußball-Weltmeisterschaft 1962 teil.

## Karriere

### Vereinskarriere

#### Argentinien (bis 1957)
Humberto Maschio begann seine fußballerische Laufbahn im Jahre 1953 bei Quilmes AC in der gleichnamigen Stadt in der Provinz Buenos Aires. Zuvor hatte er in der Jugend für Arsenal de Llavallol, einen kleineren Verein aus seiner Heimatstadt Avellaneda, gespielt. Nachdem er im Jahre 1953 dreißig Spiele für Quilmes gemacht hatte und 24 Tore erzielt hatte, verpflichtete ihn der Racing Club aus Avellaneda, damals wie heute zu den besten Vereinen Argentiniens zählend. Mit dem Racing Club konnte Maschio in seinen vier Jahren bei dem Verein keinen nationalen Meistertitel gewinnen. In der Saison 1954, seiner ersten bei dem Verein, wurde man nur Zehnter, 1955 belegte Maschio mit dem Racing Club nach Ablauf der Spielzeit den zweiten Rang mit sieben Punkten hinter CA River Plate. Auch in den folgenden zwei Spielzeiten gewann River Plate die argentinische Meisterschaft, der Racing Club wurde Vierter beziehungsweise Dritter. Humberto Maschio erzielte während dieser vier Jahre beim Racing Club viele Tore, in der Spielzeit 1955 zählte er mit achtzehn Saisontreffern zu den besten in der Liga, der besten Torschütze aber war Oscar Massei von Rosario Central, der nach Ablauf der Saison zu Inter Mailand wechselte.

#### Italien (1957–1966)
Zwei Jahre nach Massai bekam auch Humberto Maschio ein Angebot aus der italienischen Liga, in der zur damaligen Zeit auch viele andere ausländische Spieler spielten. Aus Deutschland spielte Helmut Haller in Bologna, aus Schweden Nils Liedholm, Gunnar Gren und Gunnar Nordahl, das berühmte Sturmtrio Gre-No-Li der AC Mailand, aber auch aus Argentinien waren bereits Spieler in der Serie A aktiv, der bekannteste davon ist wohl Omar Sívori, der bis 1957 bei River Plate spielte und dann nach Italien ging, wo er für Juventus Turin und den SSC Neapel Fußball spielte.
Humberto Maschio wechselte zur Saison 1957/58 zum FC Bologna. Seinen alten Verein Racing Club verließ er dabei mitten in der Saison, da in Argentinien nach im Kalenderjahr gespielt wurde, während man in Italien die traditionelle europäische Spielweise von Sommer bis Sommer nutzte. Mit dem Verein aus dem Stadio Renato Dall’Ara wurde Maschio in seiner ersten Saison Sechster in der Serie A, die Meisterschaft konnte Juventus Turin gewinnen. Die darauffolgende Saison beendete Bologna auf dem zehnten Platz, während die AC Mailand Meister wurde. Insgesamt spielte Humberto Maschio 43 Ligaspiele für den FC Bologna, in denen ihm dreizehn Tore gelangen. 1959 verließ Maschio Bologna und schloss sich Atalanta Bergamo an. Bei dem Verein blieb er drei Jahre bis ins Jahr 1962, die beste Platzierung in der Serie A mit dem Verein erreichte er durch einen sechsten Platz in der Spielzeit 1962. Nach Ablauf dieser Saison wurde er von Inter Mailand unter Vertrag genommen. Hier war er ein Jahr lang Teil des Grande Inter, gewann die italienische Meisterschaft, wurde aber von Trainer Helenio Herrera nicht als Stammspieler eingesetzt. Maschio wechselte nach fünfzehn Ligaspielen für Internazionale, in denen ihm vier Tore gelangen, 1963 zur AC Florenz. Hier avancierte er zunächst zur Stammkraft, machte in der ersten Spielzeit neunzehn Spiele und drei Tore. In seinem zweiten Jahr bei der AC Florenz absolvierte er alle Ligaspiele, in dreißig Spielen gelangen ihm acht Tore. In der Folgesaison jedoch kam er nur noch sporadisch zum Einsatz und verließ Florenz nach Ende der Spielzeit 1965/66.

#### Argentinien (1966–1968)
1966 kehrte Humberto Maschio nach Ende seines Engagements bei der AC Florenz in seine argentinische Heimat zurück und spielte noch drei Jahre für seinen alten Verein Racing Club. In diesen drei Jahren gewann er mit dem Racing Club drei Titel. 1966 gelang Maschio zum zweiten Mal in seiner Laufbahn der Gewinn einer nationalen Meisterschaft, in der Primera División belegte der Racing Club den ersten Rang mit fünf Punkten Vorsprung auf River Plate. Damit war der Racing Club der letzte Verein, der die im Kalenderjahr und eingleisig ausgeführte argentinische Meisterschaft gewann, da ab 1968 ein System mit zwei Spielzeiten pro Jahr eingeführt wurde. Durch den Meistertitel 1966 war der Racing Club zur Teilnahme an der Copa Libertadores 1967 berechtigt. Bei dem Turnier überstand der Racing Club Runde für Runde und stand schließlich im Endspiel, wo man auf Nacional Montevideo traf. Nachdem sowohl im Estadio Presidente Perón als auch im Estadio Centenario in Montevideo ein 0:0 entstanden war, gewann der Racing Club das Entscheidungsspiel in Santiago de Chile mit 2:1. Ein Tor gelang Maschio zwar nicht, er spielte aber in allen drei Finalspielen mit. Nach dem Gewinn der Copa Libertadores war der Racing Club auch im Weltpokal erfolgreich, den man nach einem Entscheidungsspiel am 4. November 1967 in Montevideo gegen Celtic Glasgow gewann. Im Jahr darauf beendete Humberto Maschio seine fußballerische Laufbahn im Alter von 36 Jahren. Danach arbeitete er als Trainer.

### Nationalmannschaft
Humberto Maschio spielte sowohl in der argentinischen als auch in der italienischen Fußballnationalmannschaft. In den Jahren 1956 und 1957, also während seiner Zeit beim Racing Club, wurde er in zwölf Länderspielen der argentinischen Nationalmannschaft eingesetzt und er erzielte zwölf Treffer. Nach seinem Wechsel nach Italien kam kein weiteres Länderspiel zustande, da es für Legionäre zur damaligen Zeit sehr schwer war, in der argentinischen Nationalmannschaft zu spielen.
Nach einiger Zeit in Italien erwarb er die italienische Staatsbürgerschaft und war somit spielberechtigt für die Nationalmannschaft des südeuropäischen Landes. Von Italiens Nationaltrainern Paolo Mazza und Giovanni Ferrari, einst zweifacher Weltmeister in den Jahren 1934 und 1938, wurde Maschio, ohne zuvor ein Länderspiel für Italien gemacht zu haben, ins Aufgebot für die Fußball-Weltmeisterschaft 1962 in Chile berufen. Bei dem Turnier wurde er in einem Spiel eingesetzt. Im zweiten Gruppenspiel traf Italien auf Chile. Das Spiel, das als Schlacht von Santiago in die Geschichte der Fußball-Weltmeisterschaft einging, endete nach übermäßig vielen groben Foulspielen seitens der Chilenen, zwei Platzverweisen gegen Italien mit 2:0 für den Gastgeber, wodurch dieser für das Viertelfinale qualifiziert und Italien ausgeschieden war. Auch Humberto Maschio war an den Auseinandersetzungen auf dem Rasen des Estadio Nacional in Santiago de Chile direkt beteiligt, ihm wurde von dem chilenischen Spieler Leonel Sánchez durch einen Faustschlag die Nase gebrochen.